# Kunsthalle Düsseldorf

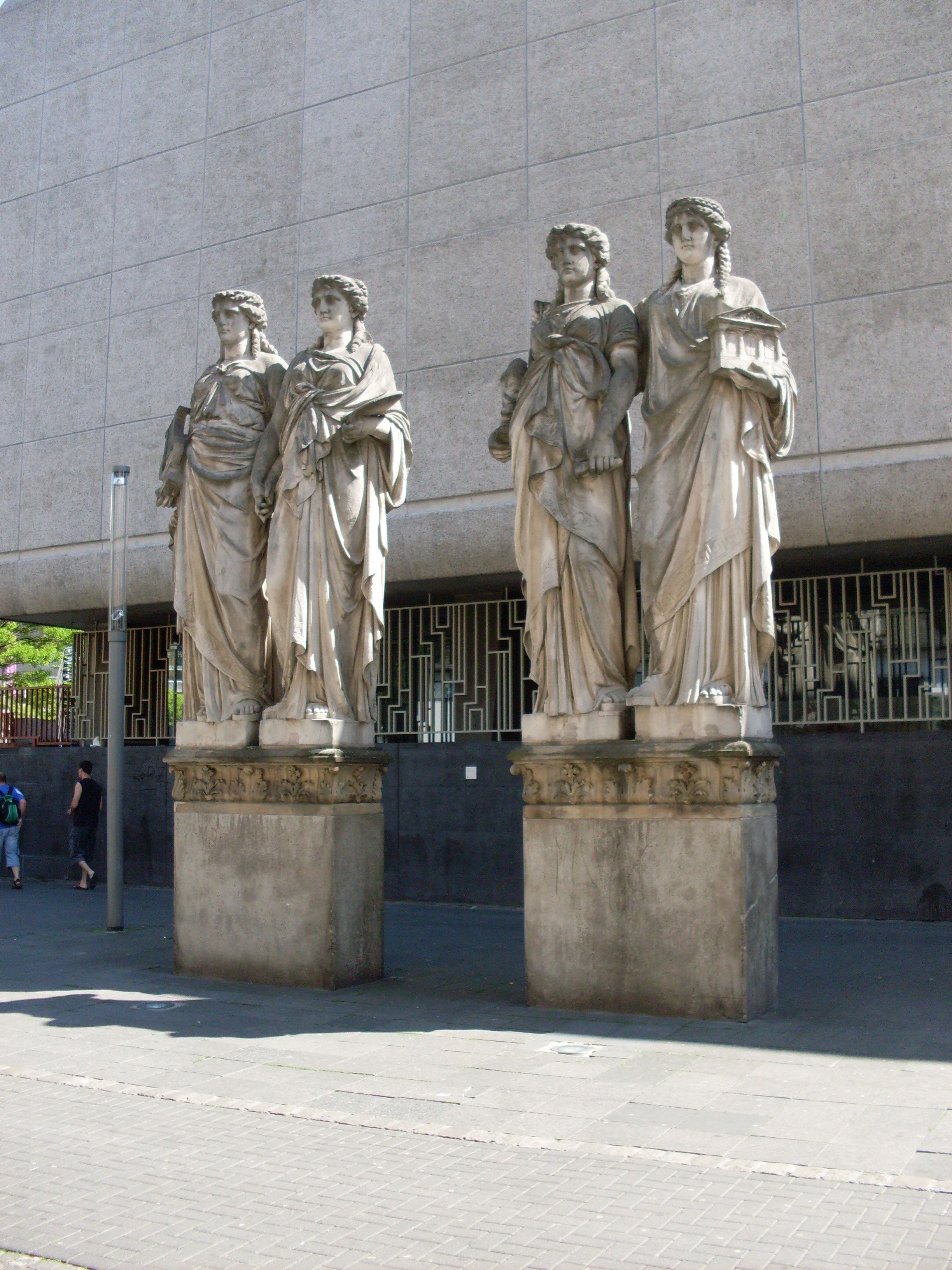
Kunsthalle met Kariatiden (Leo Müsch) van de oorspronkelijke Kunsthalle uit 1891

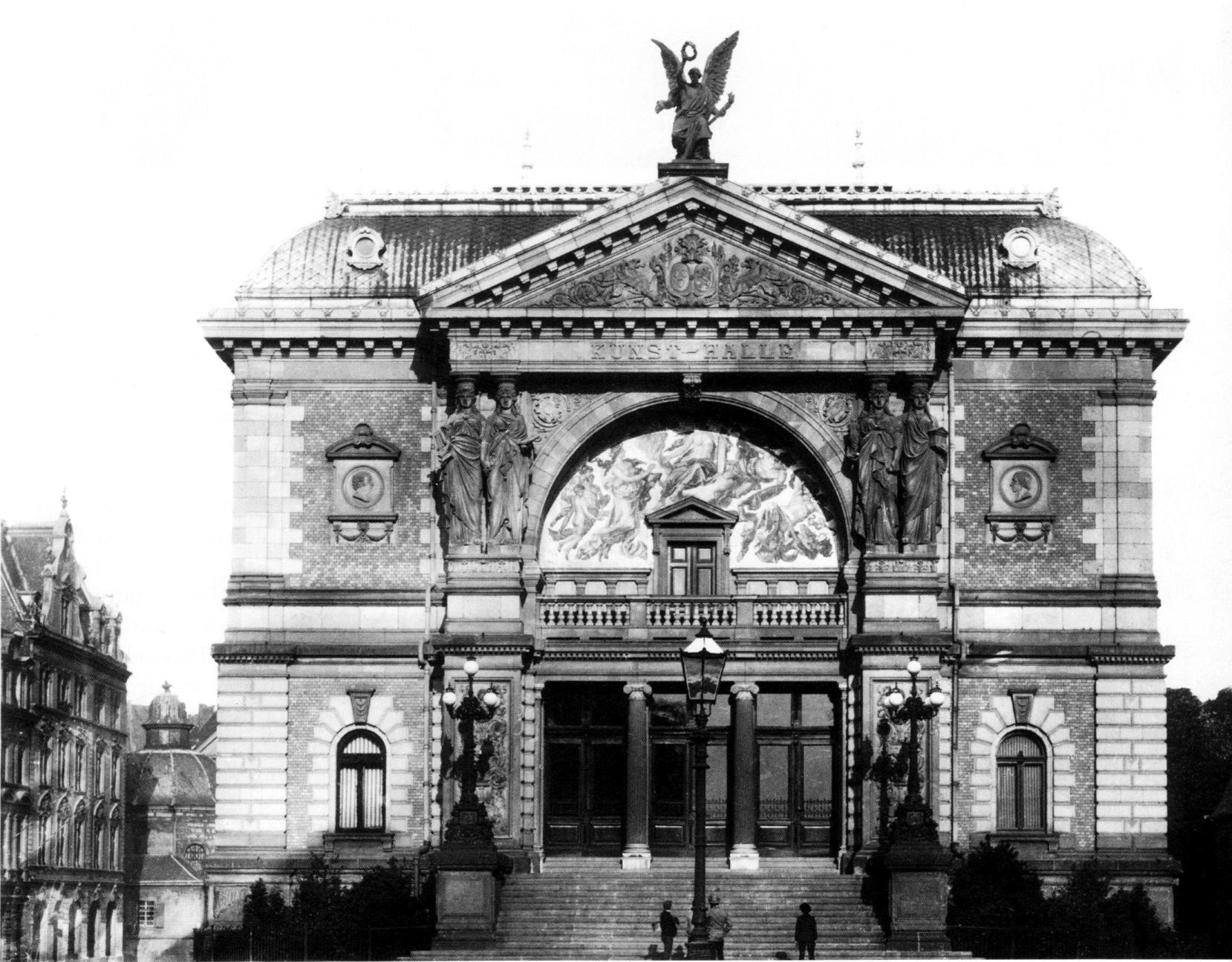
Kunsthalle uit 1891

De Kunsthalle Düsseldorf – officieel Kunsthalle und Kunstverein für die Rheinlande und Westfalen – is gelegen aan de Grabbeplatz, tegenover museum Kunstsammlung Nordrhein-Westfalen K20 in Düsseldorf.

## Geschiedenis
De kunsthal is in 1967 gebouwd op de plek van de oorspronkelijke Kunsthalle uit 1891, die eind jaren vijftig werd gesloopt. De nieuwe Kunsthalle werd gebouwd naar een ontwerp van architectenbureau Beckmann und Brockes, van betonnen elementen, hetgeen in de jaren vijftig en zestig een gebruikelijke bouwwijze was. In de kunsthal vinden zowel de expositieruimte als de kunstenaarsvereniging onderdak.
Eind jaren negentig, na een lange discussie waarbij ook sloop van de kunsthal ter sprake kwam, werd besloten het gebouw te moderniseren. Het Architektenteam rheinflügel heeft omvangrijke renoveringswerken uitgevoerd en de kunsthal werd in juli 2002 weer voor het publiek geopend.

## Programmering
De kunsthal beschikt niet over een eigen kunstcollectie, maar was van de aanvang af een ruimte voor wisseltentoonstellingen van hedendaagse kunst. Spraakmakend was het tentoonstellingsprogramma Prospect van 1968 tot 1976, waarbij menig opkomend kunstenaar zijn Europese première had.
Sinds de heropening is het programmeringsmotto van de Kunsthalle Düsseldorf: Internationale Strömungen und Düsseldorfer Positionen, neue Talente und große Namen.